# Unter Verdacht: Tausend Augen
Tausend Augen ist ein deutscher Fernsehfilm von Florian Kern aus dem Jahr 2009. Es handelt sich um die vierzehnte Episode der ZDF-Kriminalfilmreihe Unter Verdacht mit Senta Berger als Dr. Eva Maria Prohacek in der Hauptrolle.

## Handlung
In München häufen sich Raubfälle und Diebstähle. Dr. Eva Maria Prohaceks Vorgesetzter Dr. Reiter vermutet jemanden aus eigenen Reihen. Ihre Ermittlungen führen sie allerdings zum IT-Experten Olbers.

## Hintergrund
Der Film wurde vom 11. November 2008 bis zum 19. Dezember 2008 in München und Umgebung gedreht. Die Folge wurde am 20. November 2009 um 20:15 Uhr auf arte erstausgestrahlt.

## Kritik
Die Kritiker der Fernsehzeitschrift TV Spielfilm vergaben dem Film die bestmögliche Wertung, sie zeigten mit dem Daumen nach oben. Sie konstatierten: „Auch Fall Nr. 14 beweist: Die Reihe ist top!“